# Return to Forever (album)
Pour les articles homonymes, voir Return to Forever (homonymie).
Albums de Chick Corea & Return to Forever
Light as a Feather
(1972)
Return to Forever  (1972) est un album solo du pianiste américain de jazz fusion Chick Corea. Il est aussi vu à tort comme le premier album du groupe Return to Forever, qui a été formé par la même équipe de musiciens que sur cet album solo de Corea et a d'abord été distribué en Europe exclusivement, il est sorti aux États-Unis seulement à partir de 1975.

## Présentation de l'album
La face A de l'album débute avec la pièce-titre, la plus longue de la face A, présentée comme une longue suite instrumentale. Avec des vocalises de Flora Purim mais sans paroles, avec la flûte traversière de Joe Farrell, la batterie de Airto Moreira et la basse électrique de Stanley Clarke qui accompagnent. La pièce suivante, "Crystal Silence", est plus calme et berçante, elle sera reprise par le duo formé de Chick Corea et Gary Burton sur leur premier album ensemble aussi produit en 1972, Crystal Silence. Puis vient la première chanson de ce disque avec des textes de Neville Potter, "What Game Shall We Play Today" avec la voix de Flora Purim.
La face B de l'album comprend un seul long titre "Sometime Ago - La Fiesta" en trois parties distinctes: d'abord l'ouverture faite d'improvisations avec des solos de Chick Corea au piano électrique, Stanley Clarke à la contrebasse parfois jouée avec un archet pour la faire sonner comme un violoncelle et Joe Farrell à la flûte traversiėre, puis une seconde partie chantée par Flora Purim, elle est accompagnée par Joe Farrell toujours à la flûte et Airto Moreira à la batterie et aux percussions, la troisième partie "La Fiesta" est instrumentale sur un air flamenco avec les castagnettes de Flora et Farrell au saxophone soprano.

## Sometine Ago/La Fiesta
Flora Purim reprendra la première partie de cette chanson, Sometime Ago, sur son cinquième album solo sorti en 1976, Open Your Eyes You Can Fly sur lequel on retrouve George Duke, Alphonso Johnson, Hermeto Pascoal, etc.
En 1974, Stan Getz reprend la deuxième partie de la pièce, à savoir La Fiesta, sur son album Captain Marvel. Sur ce disque on retrouve d'ailleurs Chick Corea au piano électrique, Stanley Clarke à la basse et Airto Moreira aux percussions de Return to Forever, accompagnés pour l'occasion de Tony Wiiliams à la batterie.
Puis en 1979, parait l'album Duet du duo Chick Corea/Gary Burton, sur lequel on retrouve la pièce La  Fiesta.
Puis, Sometime Ago - La Fiesta se retrouve partiellement toutefois, sur la compilation Chick Corea - Selected Recordings publié en 2002 sur ECM 014 200-2.
Et en 2008, le duo Burton/Corea sort le double album The New Crystal Silence enregistré avec l'Orchestre Symphonique de Sydney et sur lequel ils reprennent La Fiesta, cet album a d'ailleurs remporté le Grammy Award du meilleur album de jazz instrumental la même année.

## Liste des titres
Tous les titres ont été composés par Corea. Les textes sur 3 et 4 sont de Neville Porter.
1. "Return to Forever" – 12:06
2. "Crystal Silence" – 6:59
3. "What Game Shall We Play Today" – Corea, textes de Neville Potter 4:30
4. "Sometime Ago - La Fiesta" – Corea, textes de Neville Potter - 23:13

## Musiciens
- Chick Corea - piano électrique Fender Rhodes
- Stanley Clarke – basse électrique (1-3), contrebasse (4)
- Joe Farrell – saxophone soprano, flûte traversière
- Flora Purim – chant, percussions
- Airto Moreira – batterie, percussions

## Production
- Manfred Eicher – production
- Tony May – ingénieur du son
- Michael Manoogian - photographie